# Gilberto Alves
Gilberto Alves, více známý jako Gil (* 24. prosince 1950 Nova Lima) je bývalý brazilský fotbalista, útočník. 

## Fotbalová kariéra
Hrál v Brazílii za Cruzeiro, Uberlândia EC, Villa Nova Atlético Clube, EC Comercial, Fluminense FC a Botafogo FR. Od roku 1982 hrál ve Španělsku za  Real Murcia. Po dvou sezónách se vrátil do Brazílie a hrál za Coritiba Foot Ball Club, America Football Club a São Cristovão FR. Kariéru zakončil v portugalské lize v týmu SC Farense. V jihoamerickém Poháru osvoboditelů nastoupil v 1 utkání. Za brazilskou fotbalovou reprezentaci nastoupil v letech 1976–1978 ve 29 utkáních a dal 6 gólů. Byl členem brazilské reprezentace na Mistrovství světa ve fotbale 1978 v Argentině, nastoupil ve všech 7 utkáních a s týmem získal bronzové medaile za třetí místo.

## Ligová bilance
| Ročník                               | Zápasy | Góly | Klub                  |
| ------------------------------------ | ------ | ---- | --------------------- |
| Campeonato Brasileiro Série A 1970   | -      | -    | Cruzeiro              |
| Campeonato Brasileiro Série A 1971   | -      | -    | Cruzeiro              |
| Campeonato Brasileiro Série A 1973   | 27     | 14   | EC Comercial          |
| Campeonato Brasileiro Série A 1974   | 17     | 3    | Fluminense FC         |
| Campeonato Brasileiro Série A 1975   | 26     | 12   | Fluminense FC         |
| Campeonato Brasileiro Série A 1976   | 22     | 5    | Fluminense FC         |
| Campeonato Brasileiro Série A 1977   | 17     | 7    | Botafogo FR           |
| Campeonato Brasileiro Série A 1978   | 2      | 0    | Botafogo FR           |
| Campeonato Brasileiro Série A 1979   | 7      | 3    | Botafogo FR           |
| Campeonato Brasileiro Série A 1980   | 7      | 2    | Botafogo FR           |
| 1. španělská liga 1980/1981          | 14     | 7    | Real Murcia           |
| 2. španělská liga 1980/1981          | 25     | 6    | Real Murcia           |
| Campeonato Brasileiro Série A 1983   | 15     | 1    | America Football Club |
| 1. portugalská liga 1983/1984        | 24     | 9    | SC Farense            |
| 1. portugalská liga 1984/1985        | 25     | 4    | SC Farense            |
| CELKEM Campeonato Brasileiro Série A | -      | -    |                       |
| CELKEM 1. španělská liga             | 14     | 7    |                       |
| CELKEM 1. portugalská liga           | 49     | 13   |                       |